# Генерал-полковник технических войск
Генерал-полковник технических войск — персональное воинское звание высшего офицерского состава технических (химических, железнодорожных, автомобильных, топографических) войск в Вооружённых Силах СССР в 1940—1984 годах.

## История
В связи с проведением в ВС СССР (РККА) мероприятий по моторизации и механизации войск и сил, сформированием отдельных специальных войск возникла потребность в различии военнослужащих, связанных с этими мероприятиями.
Воинское звание генерала-полковника технических войск установлено Указом Президиума Верховного Совета СССР от 7 мая 1940 года «Об установлении воинских званий высшего командного состава Красной Армии».
Для унификации воинских званий в Советской Армии было принято решение о сокращении перечня званий в войсках и силах. Воинское звание генерала-полковника технических войск отменено Указом Президиума Верховного Совета СССР от 26 апреля 1984 г. № 89-XI «О воинских званиях офицерского состава Вооруженных Сил СССР». После отмены воинского звания генерал-полковники технических войск стали считаться состоящими в воинском звании генерал-полковник.

## Список генерал-полковников технических войск
Алфавитный список генерал-полковников технических войск, в скобках указан год присвоения персонального воинского звания:
- Горбовский Дмитрий Васильевич(25.10.1967)
- Грабин Василий Гаврилович (30.03.1945)
- Дмитриев Владимир Иванович (08.08.1955)
- Кабанов Павел Алексеевич (07.05.1960)
- Клемин Анатолий Степанович (17.02.1982)
- Крюков Алексей Михайлович (22.02.1971)
- Мясников Владимир Владимирович (27.10.1977)
- Пикалов Владимир Карпович (25.04.1975)
- Смирнов Александр Тимофеевич (08.11.1971)
- Чухнов Иван Филиппович (08.08.1955)